# Kåre Ingebrigtsen
Kåre Hedley Ingebrigtsen (Trondheim, 11 novembre 1965) è un dirigente sportivo, allenatore di calcio ed ex calciatore norvegese, di ruolo centrocampista.

## Carriera

### Giocatore

#### Club

##### Gli inizi
Ingebrigtsen cominciò la carriera con la maglia del Rosenborg. Esordì nella 1. divisjon in data 2 giugno 1985, entrando dalla panchina nella vittoria sul campo del Molde col punteggio di 0-2. Il 3 giugno realizzò la prima rete, in una partita valida per il secondo turno del Norgesmesterskapet: trovò il gol nella vittoria per 0-4 in casa dello Charlottenlund. Giocò 5 partite di campionato, col titolo nazionale che fu vinto dal suo Rosenborg. Rimase in squadra per due stagioni, per poi essere ceduto in prestito al Frigg nel 1987. Rientrò al Rosenborg al termine del campionato.

##### Il posto da titolare al Rosenborg
Tornato a Trondheim, per Ingebrigtsen arrivò maggiore spazio in squadra. Realizzò la prima rete nella massima divisione locale in data 23 maggio 1988, in una vittoria per 4-2 sul Molde. Dal 1988 al 1992, arrivarono le vittorie di due campionati (1988 e 1990) e di altrettante coppe nazionali (1988 e 1990).

##### L'approdo al Manchester City
Nel 1993, Ingebrigtsen venne acquistato dagli inglesi del Manchester City, militanti nella Premier League. Debuttò in campionato in data 30 gennaio, subentrando a Fitzroy Simpson nella vittoria casalinga per 3-2 sul Blackburn. Totalizzò 7 presenze in squadra.
In estate, tornò al Rosenborg con la formula del prestito: chiuse la stagione con questa maglia, vincendo un altro campionato. Tornato al Manchester City nel 1994, disputò altri 8 incontri di Premier League con la casacca dei Citizens.

##### Il rientro in Norvegia
Nel 1994 fece definitivamente ritorno in Norvegia, per militare nelle file dello Strømsgodset. Esordì con questa maglia l'8 maggio, schierato titolare nella vittoria per 2-1 sul Sogndal. Nell'estate dello stesso anno, si trasferì al Lillestrøm. Il primo incontro in squadra fu datato 24 luglio, in occasione del successo per 4-0 sul Tromsø. Il 31 luglio segnò la prima rete, contro la sua ex squadra del Rosenborg: la partita si chiuse con una sconfitta per 3-1. Rimase in forza al Lillestrøm per un anno e mezzo.
Nel 1996, ritornò al Rosenborg, dove rimase fino all'estate, quando firmò nuovamente per il Lillestrøm. Nel 1997, fece ulteriore ritorno al Rosenborg. Nel giugno 1997, subì un grave infortunio in uno scontro di gioco con Tor Trondsen, che di fatto gli impedì di giocare ancora a calcio ad alto livello.
Nel 1999, provò a tornare in campo con la maglia del Byåsen. Disputò solo una partita con questa maglia: il 2 maggio 1999, infatti, fu titolare nella sconfitta per 1-2 contro l'Eik-Tønsberg. Nel 2001 giocò un'altra partita, per il Malvik: nel primo turno del Norgesmesterskapet, infatti, trovò anche una rete contro il Vålerenga, con la partita che terminò con una sconfitta con il punteggio di 1-7.

#### Nazionale
Ingebrigtsen giocò 23 partite per la Norvegia, con una rete all'attivo. Debuttò il 7 novembre 1990, schierato titolare in un'amichevole contro la Tunisia, disputata a Biserta: la selezione scandinava si impose per 1-3, grazie anche ad una rete di Ingebrigtsen.

### Allenatore
Nel 2007, Ingebrigtsen divenne allenatore del Ranheim, all'epoca militante nella 2. divisjon. Facente parte del gruppo, la squadra rimase imbattuta nelle partite casalinghe, disputate alla DnB Arena. Il Ranheim chiuse la stagione al terzo posto finale.
Il 1º novembre 2007, Ingebrigtsen fu scelto come nuovo allenatore del Bodø/Glimt, a partire dal 1º gennaio 2008. Chiuse la stagione al quarto posto finale, mentre il campionato 2009 culminò con un penultimo posto finale, che portò alla retrocessione. Rimase comunque alla guida del Bodø/Glimt, che chiuse la stagione seguente al sesto posto, non raggiungendo una posizione utile per la partecipazione alle qualificazioni all'Eliteserien. Il 26 maggio 2011, lasciò la squadra.
Il 21 luglio 2014 Per Joar Hansen venne rimosso dall'incarico di allenatore del Rosenborg, poiché la dirigenza non era soddisfatta dei risultati conseguiti. Lo stesso giorno, Ingebrigtsen fu scelto per sostituirlo. Erik Hoftun fu scelto come assistente e Mikael Dorsin entrò nello staff tecnico, pur mantenendo il suo ruolo di calciatore.
Il 24 ottobre 2016 ha ricevuto la candidatura come miglior allenatore del campionato al premio Kniksen.
Il 19 luglio 2018 ha lasciato l'incarico di allenatore del Rosenborg.
Il 6 maggio 2019 firma un contratto di 2 anni col club belga dell'Ostenda, ma l'avventura s'interrompe a fine dicembre.
Il 27 dicembre 2019 firma con l'APOEL, ma viene esonerato l'11 febbraio 2020.
L'8 agosto 2020 è diventato l'allenatore del Brann. Il 19 luglio 2021 è stato esonerato.
L'11 gennaio 2023 è stato ufficializzato il suo ritorno sulla panchina del Ranheim, con un contratto valido per una stagione. Il 19 settembre 2024 è stato reso noto che avrebbe abbandonato il ruolo di allenatore della squadra al termine della stagione, diventando direttore sportivo del Ranheim a partire dal 1º gennaio 2025.

## Statistiche

### Presenze e reti nei club
| Stagione               | Club                   | Campionato             | Campionato | Campionato | Coppe nazionali | Coppe nazionali | Coppe nazionali | Coppe continentali | Coppe continentali | Coppe continentali | Supercoppe | Supercoppe | Supercoppe | Totale | Totale |
| Stagione               | Club                   | Comp                   | Pres       | Reti       | Comp            | Pres            | Reti            | Comp               | Pres               | Reti               | Comp       | Pres       | Reti       | Pres   | Reti   |
| ---------------------- | ---------------------- | ---------------------- | ---------- | ---------- | --------------- | --------------- | --------------- | ------------------ | ------------------ | ------------------ | ---------- | ---------- | ---------- | ------ | ------ |
| 1985                   | Rosenborg              | 1D                     | 5          | 0          | CN              | 2               | 1               | -                  | -                  | -                  | -          | -          | -          | 7      | 1      |
| 1986                   | Rosenborg              | 1D                     | 9          | 0          | CN              | 3               | 0               | CC                 | 2                  | 0                  | -          | -          | -          | 14     | 0      |
| 1987                   | Frigg                  | 3D                     | ?          | ?          | CN              | ?               | ?               | -                  | -                  | -                  | -          | -          | -          | ?      | ?      |
| 1988                   | Rosenborg              | 1D                     | 22         | 3          | CN              | 8               | 6               | -                  | -                  | -                  | -          | -          | -          | 30     | 9      |
| 1989                   | Rosenborg              | 1D                     | 22         | 3          | CN              | 5               | 3               | CC                 | 2                  | 0                  | -          | -          | -          | 29     | 6      |
| 1990                   | Rosenborg              | 1D                     | 21         | 4          | CN              | 6               | 2               | CU                 | 2                  | 0                  | -          | -          | -          | 29     | 6      |
| 1991                   | Rosenborg              | ES                     | 21         | 1          | CN              | 8               | 4               | CC                 | 2                  | 0                  | -          | -          | -          | 31     | 5      |
| 1992                   | Rosenborg              | ES                     | 20         | 6          | CN              | 7               | 2               | CU                 | 2                  | 1                  | -          | -          | -          | 29     | 9      |
| gen.-giu. 1993         | Manchester City        | PL                     | 7          | 0          | FACup+CdL       | 0               | 0               | -                  | -                  | -                  | -          | -          | -          | 7      | 0      |
| ago.-dic. 1993         | Rosenborg              | ES                     | 8          | 1          | CN              | -               | -               | UCL                | 4                  | 0                  | -          | -          | -          | 12     | 1      |
| dic. 1993-gen. 1994    | Manchester City        | PL                     | 8          | 0          | FACup+CdL       | 0               | 0               | -                  | -                  | -                  | -          | -          | -          | 8      | 0      |
| Totale Manchester City | Totale Manchester City | Totale Manchester City | 15         | 0          |                 | 0               | 0               |                    | -                  | -                  |            | -          | -          | 15     | 0      |
| gen.-lug. 1994         | Strømsgodset           | ES                     | 6          | 0          | CN              | ?               | ?               | -                  | -                  | -                  | -          | -          | -          | ?      | ?      |
| lug.-dic. 1994         | Lillestrøm             | ES                     | 10         | 2          | CN              | ?               | ?               | -                  | -                  | -                  | -          | -          | -          | ?      | ?      |
| 1995                   | Lillestrøm             | ES                     | 24         | 7          | CN              | ?               | ?               | -                  | -                  | -                  | -          | -          | -          | ?      | ?      |
| gen.-giu. 1996         | Rosenborg              | ES                     | 5          | 0          | CN              | 3               | 0               | UCL                | -                  | -                  | -          | -          | -          | 8      | 0      |
| lug.-dic. 1996         | Lillestrøm             | ES                     | 9          | 0          | CN              | ?               | ?               | -                  | -                  | -                  | -          | -          | -          | ?      | ?      |
| Totale Lillestrøm      | Totale Lillestrøm      | Totale Lillestrøm      | 43         | 9          |                 | ?               | ?               |                    | -                  | -                  |            | -          | -          | ?      | ?      |
| 1997                   | Rosenborg              | ES                     | 3          | 0          | CN              | 2               | 1               | UCL                | 0                  | 0                  | -          | -          | -          | 4      | 1      |
| Totale Rosenborg       | Totale Rosenborg       | Totale Rosenborg       | 136        | 18         |                 | 44              | 19              |                    | 14                 | 1                  |            | -          | -          | 194    | 38     |
| 1999                   | Byåsen                 | 1D                     | 1          | 0          | CN              | 0               | 0               | -                  | -                  | -                  | -          | -          | -          | 1      | 0      |
| 2001                   | Malvik                 | 3D                     | 0          | 0          | CN              | 1               | 1               | -                  | -                  | -                  | -          | -          | -          | 1      | 1      |
| Totale                 | Totale                 | Totale                 | ?          | ?          |                 | ?               | ?               |                    | -                  | -                  |            | -          | -          | ?      | ?      |

### Cronologia presenze e reti in nazionale
| Cronologia completa delle presenze e delle reti in nazionale ― Norvegia | Cronologia completa delle presenze e delle reti in nazionale ― Norvegia | Cronologia completa delle presenze e delle reti in nazionale ― Norvegia | Cronologia completa delle presenze e delle reti in nazionale ― Norvegia | Cronologia completa delle presenze e delle reti in nazionale ― Norvegia | Cronologia completa delle presenze e delle reti in nazionale ― Norvegia | Cronologia completa delle presenze e delle reti in nazionale ― Norvegia | Cronologia completa delle presenze e delle reti in nazionale ― Norvegia |
| Data                                                                    | Città                                                                   | In casa                                                                 | Risultato                                                               | Ospiti                                                                  | Competizione                                                            | Reti                                                                    | Note                                                                    |
| ----------------------------------------------------------------------- | ----------------------------------------------------------------------- | ----------------------------------------------------------------------- | ----------------------------------------------------------------------- | ----------------------------------------------------------------------- | ----------------------------------------------------------------------- | ----------------------------------------------------------------------- | ----------------------------------------------------------------------- |
| 7-11-1990                                                               | Biserta                                                                 | Tunisia                                                                 | 1 – 3                                                                   | Norvegia                                                                | Amichevole                                                              | 1                                                                       |                                                                         |
| 17-4-1991                                                               | Vienna                                                                  | Austria                                                                 | 0 – 0                                                                   | Norvegia                                                                | Amichevole                                                              | -                                                                       |                                                                         |
| 1-5-1991                                                                | Oslo                                                                    | Norvegia                                                                | 3 – 0                                                                   | Cipro                                                                   | Qual. Euro 1992                                                         | -                                                                       |                                                                         |
| 23-5-1991                                                               | Oslo                                                                    | Norvegia                                                                | 1 – 0                                                                   | Romania                                                                 | Amichevole                                                              | -                                                                       |                                                                         |
| 5-6-1991                                                                | Oslo                                                                    | Norvegia                                                                | 2 – 1                                                                   | Italia                                                                  | Qual. Euro 1992                                                         | -                                                                       |                                                                         |
| 30-10-1991                                                              | Szombathely                                                             | Ungheria                                                                | 0 – 0                                                                   | Norvegia                                                                | Qual. Euro 1992                                                         | -                                                                       |                                                                         |
| 13-11-1991                                                              | Genova                                                                  | Italia                                                                  | 1 – 1                                                                   | Norvegia                                                                | Qual. Euro 1992                                                         | -                                                                       |                                                                         |
| 7-1-1992                                                                | Il Cairo                                                                | Egitto                                                                  | 0 – 0                                                                   | Norvegia                                                                | Amichevole                                                              | -                                                                       |                                                                         |
| 4-2-1992                                                                | Hamilton                                                                | Bermuda                                                                 | 1 – 3                                                                   | Norvegia                                                                | Amichevole                                                              | -                                                                       |                                                                         |
| 29-4-1992                                                               | Aarhus                                                                  | Danimarca                                                               | 1 – 0                                                                   | Norvegia                                                                | Amichevole                                                              | -                                                                       |                                                                         |
| 3-6-1992                                                                | Oslo                                                                    | Norvegia                                                                | 0 – 0                                                                   | Scozia                                                                  | Amichevole                                                              | -                                                                       |                                                                         |
| 26-8-1992                                                               | Oslo                                                                    | Norvegia                                                                | 2 – 2                                                                   | Svezia                                                                  | Amichevole                                                              | -                                                                       |                                                                         |
| 9-9-1992                                                                | Oslo                                                                    | Norvegia                                                                | 10 – 0                                                                  | San Marino                                                              | Qual. Mondiali 1994                                                     | -                                                                       |                                                                         |
| 23-9-1992                                                               | Oslo                                                                    | Norvegia                                                                | 2 – 1                                                                   | Paesi Bassi                                                             | Qual. Mondiali 1994                                                     | -                                                                       |                                                                         |
| 7-10-1992                                                               | Serravalle                                                              | San Marino                                                              | 0 – 2                                                                   | Norvegia                                                                | Qual. Mondiali 1994                                                     | -                                                                       |                                                                         |
| 14-10-1992                                                              | Londra                                                                  | Inghilterra                                                             | 1 – 1                                                                   | Norvegia                                                                | Qual. Mondiali 1994                                                     | -                                                                       |                                                                         |
| 2-12-1992                                                               | Canton                                                                  | Cina                                                                    | 2 – 1                                                                   | Norvegia                                                                | Amichevole                                                              | -                                                                       |                                                                         |
| 30-3-1993                                                               | Doha                                                                    | Qatar                                                                   | 1 – 6                                                                   | Norvegia                                                                | Amichevole                                                              | -                                                                       |                                                                         |
| 28-4-1993                                                               | Oslo                                                                    | Norvegia                                                                | 3 – 1                                                                   | Turchia                                                                 | Qual. Mondiali 1994                                                     | -                                                                       |                                                                         |
| 22-9-1993                                                               | Oslo                                                                    | Norvegia                                                                | 1 – 0                                                                   | Polonia                                                                 | Qual. Mondiali 1994                                                     | -                                                                       |                                                                         |
| 22-5-1994                                                               | Londra                                                                  | Inghilterra                                                             | 0 – 0                                                                   | Norvegia                                                                | Amichevole                                                              | -                                                                       |                                                                         |
| 7-6-1995                                                                | Oslo                                                                    | Norvegia                                                                | 2 – 0                                                                   | Malta                                                                   | Qual. Euro 1996                                                         | -                                                                       |                                                                         |
| 22-7-1996                                                               | Londra                                                                  | Norvegia                                                                | 0 – 0                                                                   | Francia                                                                 | Amichevole                                                              | -                                                                       |                                                                         |
| Totale                                                                  |                                                                         | Presenze                                                                | 23                                                                      |                                                                         | Reti                                                                    | 1                                                                       |                                                                         |

## Palmarès

### Giocatore
- Campionato norvegese: 5

Rosenborg: 1985, 1988, 1990, 1993, 1997
- Coppa di Norvegia: 2

Rosenborg: 1988, 1990

### Allenatore

#### Club
- Campionato norvegese: 3

Rosenborg: 2015, 2016, 2017
- Coppa di Norvegia: 3

Rosenborg: 2015, 2016
Brann: 2022-2023
- Supercoppa di Norvegia: 2

Rosenborg: 2017, 2018

#### Individuale
- Allenatore dell'anno del campionato norvegese: 1

2017